# Adrianna Kąkol
Adrianna Kąkol (9 de septiembre de 2001) es una deportista polaca que compite en piragüismo en la modalidad de aguas tranquilas.
Ganó dos medallas en el Campeonato Mundial de Piragüismo, en los años 2022 y 2023, y una medalla de oro en el Campeonato Europeo de Piragüismo de 2022. En los Juegos Europeos de Cracovia 2023 consiguió una medalla de oro en la prueba de K4 500 m.

## Palmarés internacional
| Campeonato Mundial | Campeonato Mundial   | Campeonato Mundial | Campeonato Mundial |
| Año                | Lugar                | Medalla            | Competición        |
| ------------------ | -------------------- | ------------------ | ------------------ |
| 2022               | Halifax (Canadá)     | Medalla de oro     | K4 500 m           |
| 2023               | Duisburgo (Alemania) | Medalla de plata   | K4 500 m           |
| Juegos Europeos    |                      |                    |                    |
| Año                | Lugar                | Medalla            | Competición        |
| 2023               | Cracovia (Polonia)   | Medalla de oro     | K4 500 m           |
| Campeonato Europeo |                      |                    |                    |
| Año                | Lugar                | Medalla            | Competición        |
| 2022               | Múnich (Alemania)    | Medalla de oro     | K4 500 m           |